# クドゥーロ
クドゥーロ/クドゥール/クドゥル（葡: Kuduro,またはkuduru '）は、1980年代のアンゴラに起源を持ち、1994年にポルトガルのリスボンにもたらされた音楽の様式である。アップテンポでエネルギッシュでダンサブルであることが特徴的である。

## 起源
クドゥーロのルーツは1980年代後半のルアンダのプロデューサーに辿ることが可能であり、アンゴラはバティーダとして知られる音楽の様式を創造するため、アフリカのパーカッションのサンプルとシンプルなカリプソやソカのリズムを融合した。ヨーロッパとアメリカのエレクトロニカ音楽がマーケットに出始め、エレクトロニカに惹かれ、インスパイアされたアンゴラのミュージシャンは彼等自身の音楽様式とエレクトロニカを組み合わせた。アンゴラのMCのセベンはこれをDJし、ジャンルを始めた。
ジャンルの名称はアンゴラ北部の言語であるキンブンド語で場所を意味する。これはアンゴラの公用語であるポルトガル語での"hard ass"、または"stiff bottom"とのダブルミーニングとなっている。クドゥーロのダンスはジャマイカのダンスホール・レゲエのダンスと似ている。ズーク、ソカ、ララなどのジャンルの影響を受けている。また、西洋のハウスやテクノ、そしてアンゴラの伝統的なキラパンガやセンバも組み合わされている。ヴィヴィアン・ホストが彼女の記事で指摘したところによれば、非西洋世界発祥の「ワールドミュージック」は西洋のモダンな音楽との共通点を持ち合わせていないとのよくある推定にもかかわらず、アンゴラのクドゥーロは「パンク、ディープ・トライバル・ハウス、さらにはダフトパンクの要素でさえ」持ち合わせている。このように文化的境界線や音楽的スペクトラムの限界はコンスタントにシフトし、再定義されている。そしてアンゴラのクドゥーロはこの理解や、さらに西洋の音楽様式の解釈を反映し、ワールドミュージックのカテゴリが拒否してしまいがちな西洋音楽の帝国主義の下に馴染んでいる。ここに存在するより大きな思想とは、テクノロジーやコミュニケーションの進歩、及び電子メディアを通した音楽の一押し文化的、音速の音楽的構造を凌ぎ得るということである。ブレントウェル・ポッドキャスト（Blentwell Podcasts）によれば、クドゥーロとは「ハウス、ヒップ・ホップ、ラガの要素のミクスチュア」である。

## リスボンのクドゥーロ・シーン
クドゥーロはかつてのアフリカにおけるポルトガル植民地だった諸国や、アンゴラ人移民の多いポルトガルのリスボンの郊外（アマドーラやケルスなど）でも人気を保っている。リスボンでは多様な（またはプログレッシヴ・クドゥーロ）アフリカの音楽とハウスやテクノを融合しており、ブラカ・ソン・システマは現在最もポピュラーなクドゥーロ・バンドであり、既に彼等のサウンドをヨーロッパ中に伝えている。タミル系イギリス人の歌手M.I.A.は2007年にブラカ・ソン・システマと共にアンゴラを訪れ、現地でシングル「サウンド・オブ・クドゥル」を録音している。